# Evert Bastet
Evert Bastet (Maracaibo, Venezuela, 30 de mayo de 1950) es un deportista canadiense que compitió en vela en la clase Flying Dutchman.
Participó en tres Juegos Olímpicos de Verano entre los años 1972 y 1984, obteniendo una medalla de plata en Los Ángeles 1984 en la clase Flying Dutchman. Ganó tres medallas en el Campeonato Mundial de Flying Dutchman entre los años 1974 y 1982, y una medalla en el Campeonato Europeo de Flying Dutchman de 1976.

## Palmarés internacional
| Juegos Olímpicos   | Juegos Olímpicos             | Juegos Olímpicos  | Juegos Olímpicos |
| Año                | Lugar                        | Medalla           | Clase            |
| ------------------ | ---------------------------- | ----------------- | ---------------- |
| 1984               | Los Ángeles (Estados Unidos) | Medalla de plata  | Flying Dutchman  |
| Campeonato Mundial |                              |                   |                  |
| Año                | Lugar                        | Medalla           | Clase            |
| 1974               | Weymouth (Reino Unido)       | Medalla de bronce | Flying Dutchman  |
| 1980               | Malmö (Suecia)               | Medalla de oro    | Flying Dutchman  |
| 1982               | Geelong (Australia)          | Medalla de bronce | Flying Dutchman  |
| Campeonato Europeo |                              |                   |                  |
| Año                | Lugar                        | Medalla           | Clase            |
| 1976               | Hyères (Francia)             | Medalla de oro    | Flying Dutchman  |

1. ↑  En algunas ediciones del Campeonato Europeo se permitió la participación de regatistas de otros continentes.